# Балка Россоховата
Ба́лка Россохова́та — ботанічна пам'ятка природи загальнодержавного значення в Україні. Об'єкт розташований на території Вільнянського району Запорізької області, на північ від села Ясинувате. 
Площа 27 га. Статус присвоєно згідно з розпорядженням Ради Міністрів УРСР від 14.10.1975 року № 780-Р. Перебуває у віданні: Дніпровська сільська рада. 
Статус присвоєно для збереження глибокої балки з великою кількістю розгалужень, порослої дубовим лісом. Верхня частина схилів вкрита степовою рослинністю з типовими (півники карликові, шавлія поникла) та рідкісними видами (астрагал мохнатоквітковий та цимбохазма дніпровська, занесені до Червоної книги України).
Пам'ятка природи належить до переліку природно-заповідних територій, особливо важливих для збереження біорізноманіття Запорізької області.